# Denis Makhnev
Denis Makhnev est un joueur d'échecs kazakh né le 20 février 2000 à Pavlodar, champion du Kazakhstan en 2021 et 2024, et grand maître international.
Au 1er février 2025, il est le numéro deux kazakh avec un classement Elo de 2 537 points.

## Biographie et carrière
Maître international depuis 2016, Makhnev remporte le championnat du Kazakhstan d'échecs en décembre 2021 et en décembre 2024.
Kazybek Nogerbek participe à l'Olympiade d'échecs de 2018 (6,5 points sur 10 au cinquième échiquier) et de 2024 (3,5 points sur 9 au premier échiquier) avec le Kazakhstan.